# Pteris brasiliensis
Pteris brasiliensis là một loài thực vật có mạch trong họ Pteridaceae. Loài này được Raddi miêu tả khoa học đầu tiên.